# Edmund von Strauß
Edmund von Strauß (* 12. August 1869 in Olmütz; † 13. September 1919 in Berlin) war ein österreichischer Komponist und Dirigent.
Er erhielt seine Ausbildung an der Universität Wien und der Akademie für Musik und darstellende Kunst in Wien. Strauß war Theater-Kapellmeister am Deutschen Theater in Prag, in Lübeck und Bremen. Um 1902 lebte er als Komponist in München. Von 1903 bis 1918 war er königlicher Kapellmeister an der Hofoper in Berlin. 1910 übernahm er auch für einige Jahre die Leitung des 1907 gegründeten Blüthner-Orchesters, eines Vorläufers des Konzerthausorchesters Berlin.
Unter seiner Führung nahm das Blüthner-Orchester zahlreiche Titel auf Schallplatte auf, so 1913 für das Label Anker den ersten Akt aus Richard Wagners Walküre mit Erna Denera (Sieglinde), Jacques Decker (Siegmund) und Gustav Schwegler (Hunding).
Er schrieb Lieder und Duette; am bekanntesten sind wohl seine 6 Kinderlieder, op. 9 (1907).

## Zitat
Edmund v. Strauß, ein feinfühliger und hochbewährter Mann, wenn auch begreiflicherweise am gleichen  Institut vom großen Namensvetter und Kollegen Richard beschattet...
(Eckart von Naso in: Heinrich Schlusnus. Hamburg: Krüger 1957.)

## Ehrungen
- Roter Adlerorden IV. Klasse
- Ritterkreuz des Danebrog-Ordens
- Offizierskreuz des Ordens der Krone von Rumänien

| Personendaten    | Personendaten             |
| ---------------- | ------------------------- |
| NAME             | Strauß, Edmund von        |
| KURZBESCHREIBUNG | österreichischer Dirigent |
| GEBURTSDATUM     | 12. August 1869           |
| GEBURTSORT       | Olmütz                    |
| STERBEDATUM      | 13. September 1919        |
| STERBEORT        | Berlin                    |